# Patricia Neal
Patricia Neal (eredeti neve: Patsy Louise Neal) (Packard, Kentucky, 1926. január 20. – Edgartown, Massachusetts, 2010. augusztus 8.) Oscar-díjas amerikai színésznő.

## Élete
Patricia Neal 1926. január 20-án született William Burdette Neal szénbányász és Eura Mildred Petrey doktornő gyermekeként.
Knoxville-ben nőtt fel, és itt is járt középiskolába. Tanulmányait az Északnyugati Egyetemen, Illinois-ban végezte el.
Első filmszerepét 1949-ben kapta meg, amely a John szereti Maryt címet viselte, és Ronald Reagan volt a partnere. Még ugyanebben az évben szerepet kapott a King Vidor rendezésében készült A forrás című filmben. 1964-ben a Hud című filmben nyújtott alakításáért elnyerte a legjobb színésznőnek járó Oscar-díjat. 1965-ben Neal három agyvérzést kapott, így újra kellett tanulni a járást, a beszédet is. Három évvel később a The subject was roses című filmjéért is Oscar-díjra jelölték. 1999-ben játszott a Robert Altman rendezésével készült Cuki hagyatéka című filmben is.
2010. augusztus 8-án hunyt el tüdőrákban 84 évesen.

## Magánélete
1953-1983 között Roald Dahl író volt a férje. Négy leányuk született, köztük Tessa Dahl (1957) írónő.

## Filmjei
- John szereti Maryt (1949)
- A forrás (1949)
- Tüske a szívben (1949)
- Három titok (1950)
- Bright leaf (1950)
- The day the earth stood still (1951)
- Csendes hadművelet (1951)
- Valami a madaraknak (1953)
- Egy arc a tömegben (1957)
- Álom luxuskivitelben (1961)
- Hud (1963)
- A harmadik titok (1964)
- Psyche 59 (1964)
- A baj útban (1965)
- Szemben az árral (1965)
- The subject was roses (1968)
- Az útépítő (1970)
- Az ásós gyilkos (1971)
- A fiú (1972)
- Baxter (1973)
- A farm, ahol élünk (1975)
- Átjáró (1979)
- Nyugaton a helyzet változatlan (1979)
- Szellemjárás (1981)
- An Unremarkable Life (1989)
- Gyilkos sorok (1990)
- Caroline? (1990)
- Heidi (1993)
- Cuki hagyatéka (1999)
- For the Love of May (2000)

## Művei
- As I Am (önéletrajz, 1988)